# Эфрусси, Михаил Михайлович
Михаил Михайлович Эфрусси (1912, Москва — 1985, там же) — советский инженер, учёный, изобретатель, специалист по акустике, сурдолог. Автор научных и научно-популярных книг, изданных общим тиражом более миллиона экземпляров.
С 1928 г. публиковал статьи в журнале «Радиолюбитель». В 1935—1953 гг. работал в Акустической лаборатории ФИАН. Во время войны с ноября 1942 по август 1945 года — заведующий сурдо-акустической лабораторией (вольнонаёмный) в отоларингологическом эвакогоспитале ЭГ 4633 (Московская область).
С 1953 по 1985 год ведущий инженер, заведующий лабораторией Акустического института АН СССР, созданного на базе Акустической лаборатории ФИАН.
Кандидат технических наук. В 1970-е гг. преподавал в Московском институте связи.
Сурдолог, сконструировал слуховой аппарат для С. П. Королёва .
Автор и соавтор книг:
- Бурдейный Ф., Забелло В., Эфрусси М. Радиолюбительские схемы. Сб. под ред . инж . Г. Гинкина . — М. , Радиоиздат. 1936. 134 с . , 84 илл. 25 000 экз.
- Как устроен и работает динамик [Текст] / М. Эфрусси и А. Дольник. — Москва : Радиоиздат, 1937 (школа ФЗУ треста «Полиграфкнига»). — 14 с. : черт.; 22х15 см.
- Самодельный звукосниматель [Текст] / М. М. Эфрусси. — Москва : Радиоиздат, 1938 (Школа ФЗУ треста «Полиграфкнига»). — 12 с. : ил.; 21 см. — (В помощь радиолюбителю).
- Слуховые аппараты и аудиометры [Текст] / М. М. Эфрусси. — Москва : Энергия, 1975. — 95 с. : ил.; 20 см. — (Массовая радиобиблиотека; Вып. 901).
- Aparaty słuchowe dla słabo słyszących [Текст] / M. M. Efrussi ; Tłum. inż. Jan Baranowski. — Warszawa : Państw. wyd. techniczne, 1955. — 47 с. : ил.; 21 см. — (Biblioteka radiomechanika).
- Газовые стабилизаторы напряжения [Текст]. — Москва ; Ленинград : Госэнергоиздат, 1952. — 32 с. : ил.; 20 см. — (Массовая радиоб-ка/ Под общ. ред. акад. А. И. Берга; Вып. 147).
- Акустическое оформление громкоговорителей [Текст]. — Москва ; Ленинград : Госэнергоиздат, 1962. — 48 с. : ил.; 20 см. — (Массовая радиоб-ка; Вып. 441). 60 000 экз.
- Стабилитроны и неоновые лампы [Текст]. — Москва ; Ленинград : Госэнергоиздат, 1958. — 64 с. : ил.; 20 см. — (Массовая радиоб-ка; Вып. 289).
- Громкоговорители и их применение [Текст]. — 2-е изд., перераб. и доп. — Москва : Энергия, 1976. — 144 с. : ил.; 20 см. — (Массовая радиобиблиотека; Вып. 919). Тираж 80 000 экз.
- Микрофоны и их применение [Текст]. — Москва : Энергия, 1974. — 85 с. : ил.; 20 см. — (Массовая радиобиблиотека; Вып. 856). Тираж 50 000 экз.
- Дольник А. Г., Эфрусси М. М. Микрофоны: Справочник. (М.-Л.: Энергия, 1967)
- Высококачественные акустические системы [Текст] / А. Г. Дольник, М. М. Эфрусси. — Москва : Изд-во ДОСААФ, 1960. — 77 с. : ил.; 20 см.
- Как сделать радиоустановку с хорошим звучанием [Текст] : (Основы любительского звуковоспроизведения) / А. Г. Дольник, М. М. Эфрусси. — Москва : Изд-во ДОСААФ, 1965. — 168 с. : ил.; 20 см.
- 扬声器及其应用. 中国电影出版社, 1980 — Всего страниц: 194.

Статьи в журналах:
- О связи звукового и вибрационного полей при компенсации излучения пластины на докритических частотах. — Акуст . журн ., 1977 , т . 23 , No 3 , с . 475—477 .
- Современные аудиометры и слуховые аппараты, "Акустический журнал " , 7 , 1961 , вып . 4. Стр. 403—413 .
- Об измерении звукопоглощающих материалов в реверберационной камере. Доклады Академии наук СССР, Том 82. 1952 г.
- Тартаковский Б. Д., Эфрусси М. М. Экспериментальное исследование некоторых вибропоглощающих материалов, Акуст. ж., 1959, 5, 2, 196—201.
- Исследование слуха речевым аудиометром. Вестн. оториноларинголог., 1955, 5; 9—13.

Ссылка на книгу М. М. Эфрусси содержится в 3-м издании БСЭ в статье «Микрофон» (16-й том) и в Большой российской энциклопедии, Том 8, стр. 35 (2007 год).